# Vanessa Chinitor
Vanessa Chinitor (Dendermonde, 13 oktober 1976), is een Belgische zangeres. Ze is getrouwd met komiek/artiest Dirk Bauters en woont in het Oost-Vlaamse Lede.

## Biografie
De carrière van Chinitor begon nadat haar zangtalent was ontdekt door John Terra. Ze haalde in 1996 de finale van de Ontdek De Ster Show, een talentenjacht die werd uitgezonden op VTM. In 1998 verscheen haar eerste single, In al mijn dromen, waarmee ze de aandacht trok van diverse Vlaamse media. Haar tweede single, Verdoofd en verblind, werd eveneens een bescheiden succes.
In 1999 deed Chinitor mee aan Eurosong, de Belgische voorronde voor het Eurovisiesongfestival. Ze trad aan met het lied Like the wind, geschreven door Emma Philippa en Wim Claes. Met ruim verschil wist Chinitor hiermee de voorronde te winnen en zij mocht zodoende België vertegenwoordigen in Jeruzalem. Het was voor het eerst sinds 1977 dat het songfestival een vrije taalregel kende. Er gingen stemmen op om het lied in het Nederlands op te voeren, maar Chinitor koos toch voor de Engelstalige versie. Ze eindigde met 38 punten op de twaalfde plaats.
Like the wind werd een grote hit in de Vlaamse Ultratop 50, waarin het de derde plaats bereikte. Met haar gelijknamige debuutalbum, dat in dezelfde periode verscheen en uitsluitend Engelstalig materiaal bevat, was Chinitor echter minder succesvol. Eind 1999 keerde ze terug naar Nederlandstalig repertoire, waarna ze singles uitbracht als Verlangen, Deze dans en Ik neem vandaag de trein. Geen van deze singles werd een hit. Wel was Chinitor nog regelmatig op televisie te zien in programma's als De Notenclub en Het Swingpaleis. 
In 2001 werkte Chinitor veelvuldig samen met Bart Kaëll. In maart van dat jaar brachten zij het duettenalbum Costa romantica uit, met daarop voornamelijk covers van internationale hits. Van het album verschenen drie singles. Een jaar later ging Chinitor als omroepster aan de slag bij VT4.
Haar Nederlandstalige repertoire werd in 2005 verzameld op het album 13. Vervolgens deed zij in 2006, zeven jaar na haar songfestivaldeelname, opnieuw een poging om voor België naar het Eurovisiesongfestival te gaan. Ze trad tijdens Eurosong aan met Beyond you, een nummer van de succesvolle Maltese tekstschrijver Gerard James Borg en de eveneens Maltese componist Philip Vella. Ze eindigde als laatste in de eerste kwartfinale.
In 2010 verscheen het album Een koffer vol dromen. Chinitor trouwde in 2012 met Dirk Bauters, met wie zij ook een muzikaal duo vormt. 
In 2023 was ze het antwoord op de wedstrijd "de lach van Joe" op radiozender Joe. In juni van dat jaar trad Chinitor samen met dameskoor FAMUSE uit Mortsel op. Samen vulden zij drie keer de Mortselse schouwburg. Het optreden stond volledig in het teken van het Eurovisiesongfestival.

## Discografie

### Hitnoteringen
| Album met hitnotering(en) in de Vlaamse Ultratop 200 albums | Datum van verschijnen | Datum van binnenkomst | Hoogste positie | Aantal weken | Opmerkingen    |
| ----------------------------------------------------------- | --------------------- | --------------------- | --------------- | ------------ | -------------- |
| Like the wind                                               | 1999                  | 29-05-1999            | 30              | 4            |                |
| Costa romantica                                             | 2001                  | 07-04-2001            | 28              | 5            | met Bart Kaëll |
| 13                                                          | 2005                  | -                     |                 |              |                |
| Een koffer vol dromen                                       | 2010                  | -                     |                 |              |                |

| Single met hitnotering(en) in de Vlaamse Ultratop 50 | Datum van verschijnen | Datum van binnenkomst | Hoogste positie | Aantal weken | Opmerkingen                                  |
| ---------------------------------------------------- | --------------------- | --------------------- | --------------- | ------------ | -------------------------------------------- |
| In al mijn dromen                                    | 1998                  | 17-10-1998            | tip18           | -            | Nr. 9 in de Vlaamse Top 10                   |
| Like the wind                                        | 1999                  | 20-03-1999            | 3               | 15           | Eurovisiesongfestival 1999                   |
| Verdoofd en verblind                                 | 1999                  | 27-03-1999            | tip15           | -            | Nr. 8 in de Vlaamse Top 10                   |
| When the siren calls                                 | 1999                  | 10-07-1999            | tip14           | -            |                                              |
| Comme j'ai toujours envie d'aimer                    | 2001                  | 17-02-2001            | tip14           | -            | met Bart Kaëll                               |
| Warm en koud                                         | 2014                  | 04-10-2014            | tip81           | -            | met Dirk Bauters Nr. 38 in de Vlaamse Top 50 |

### Overige singles
- Verlangen (1999, Nr. 8 in de Vlaamse Top 10)
- Deze dans (2000)
- Ik neem vandaag de trein (2000)
- I got you babe (2001, met Bart Kaëll)
- Weer naar zee (2001, met Bart Kaëll)
- Heimwee (2002)
- Je hart dat mij verovert (2002)
- Deel mijn leven (2009)
- Een koffer vol dromen (2009)
- Ik ben gelukkig (2010)
- Ik zie wat jij niet ziet (2011)
- Mijn nummer één ben jij (2012, met Dirk Bauters)